# Nowa Parszczenica
Nowa Parszczenica (kaszb. Nowô Parszczińce) – kolonia w Polsce, położona w województwie pomorskim, w powiecie chojnickim, w gminie Konarzyny. 
Miejscowość położona  na obszarze Kaszub zwanym Zabory, nad północnym brzegiem jeziora Duży Boryń. Częścią kolonii jest Parszczenica-Leśnictwo.
W latach 1975–1998 miejscowość administracyjnie należała do województwa słupskiego.